# Jim Miller (Filmeditor)
Jim W. Miller (* in Chicago, Illinois) ist ein US-amerikanischer Filmeditor.

## Leben
Nachdem der gebürtige Chicagoer Miller seine ersten Schritte bei der Produktion und dem Schnitt von Fernsehspots und Industriefilmen gemacht hatte, zog er nach Los Angeles, um sich als Filmeditor selbstständig zu machen. Nachdem er 1985 noch der Editorin Dede Allen bei dem Kinofilm Der Frühstücksclub assistiert hatte, durfte er bereits 1988 mit Milagro – Der Krieg im Bohnenfeld erstmals eigenverantwortlich einen Filmschnitt leiten.
Insbesondere mit dem US-amerikanischen Regisseur Barry Sonnenfeld verbindet ihn seit 1991 eine langjährige Zusammenarbeit. So schnitt er nicht nur Addams Family, Die Addams Family in verrückter Tradition und Schnappt Shorty, sondern auch die beiden Will-Smith-Filme Men in Black und Wild Wild West. Seinen größten Erfolg hatte er allerdings an der Seite des Editors Paul Rubell, als er mit ihm Collateral schnitt und sowohl für den Oscar als auch für den BAFTA Award nominiert wurde.
Jim Millers Bruder Thomas Miller ist ebenfalls Editor.

## Filmografie (Auswahl)
- 1985: Der Frühstücksclub (The Breakfast Club) (Schnitt-Assistenz)
- 1988: Milagro – Der Krieg im Bohnenfeld (The Milagro Beanfield War)
- 1989: Alles auf Sieg! (Let It Ride)
- 1991: Addams Family (The Addams Family)
- 1993: Die Addams Family in verrückter Tradition (Addams Family Values)
- 1993: Ein Concierge zum Verlieben (For Love or Money)
- 1995: Schnappt Shorty (Get Shorty)
- 1996: 2 Tage in L. A. (2 Days in the Valley)
- 1997: Men in Black
- 1999: Wild Wild West
- 2002: Mann umständehalber abzugeben oder Scheidung ist süß (Serving Sara)
- 2003: Agent Cody Banks
- 2004: Collateral

## Auszeichnungen
| - Oscar - 2005: Bester Schnitt – Collateral (nominiert) | - BAFTA Award - 2005: Bester Schnitt – Collateral (nominiert) |